# 純愛芸術 〜最後の恋の描き方〜
『純愛芸術 ～最後の恋の描き方～』（じゅんあいげいじゅつ　さいごのこいのえがきかた）は、工藤雅典監督による日本映画である。2024年12月7日公開。
2024年11月開始の『OP PICTURES＋フェス2024』内で公開される作品の一つ。工藤雅典監督にとってはOP PICTURES＋フェス初参加作品となった。
2025年1月10日より『愛液芸術　カラダと年月をかさねて』のタイトルで70分に短縮編集され成人映画館で公開。

## あらすじ
高原のログハウスに住む画家の雄一は、スランプに悩みながらも画家仲間の弥生と関係を持っている。ある日、雄一は美大を目指して弥生の元を訪ねてきた女性、ちひろをモデルに絵を描くことになる。一方、雄一は大学の同級生で売れっ子画家となった伸吾と再会。弥生は伸吾の元妻であり、よりを戻す相談をするため雄一のもとを訪ねてきたのだった。

## 登場人物
相川ちひろ
演 - 夏目響
絵画モデルの女性。
奥仲弥生
演 - 木下凛々子
画家。伸吾の元妻。
斎藤佳也子
演 - 卯水咲流
画商の女。
高山雄一
演 - 那波隆史
スランプ気味の画家。
奥仲伸吾
演 - 竹本泰志
売れっ子画家。

## スタッフ
- 監督・脚本・編集ː工藤雅典
- プロデューサーː秋山兼定
- 脚本ː橘満八
- 音楽ːたつのすけ
- 撮影ː村石直人
- 照明ː小川満
- 録音・整音ː大塚学
- 助監督ː岡元太
- 演出部応援ː天野裕充
- 制作部応援ː矢島輝樹
- 撮影助手ː河野晃大
- 照明助手ː大久保礼司
- ポスターːMAYA
- 協力ː北原享、矢崎公二、池上武男、塚田陽子、青木三郎、平野健作、浅生マサヒロ、長谷川千紗
- 仕上げː東映ラボ・テック
- 制作ːネクストワン
- 提供ːオーピー映画